# Марфинский сельсовет (Московская область)
Марфинский сельсовет — упразднённая административно-территориальная единица, существовавшая на территории Московской губернии и Московской области в 1925—1954 годах.
Марфинский сельсовет был образован 23 ноября 1925 года в составе Трудовой волости Московского уезда Московской губернии путём выделения из Лысковского с/с.
По данным 1926 года в состав сельсовета входили село Марфино и сельхоз Марфино.
В 1929 году Марфинский с/с был отнесён к Коммунистическому району Московского округа Московской области. При этом к нему был присоединён Ларинский (селения Ларёво и Лысково) с/с.
27 февраля 1935 года Марфинский с/с был передан в Дмитровский район.
4 января 1939 года Марфинский с/с был передан в Краснополянский район.
22 октября 1951 года из Манюхинского с/с Пушкинского района в Марфинский с/с было передано селение Юрьево.
14 июня 1954 года Марфинский с/с был упразднён. При этом его территория (селения Ларёво, Лысково, Марфино и Юрьево) была передана в Сухаревский с/с.